# 欧姆龙

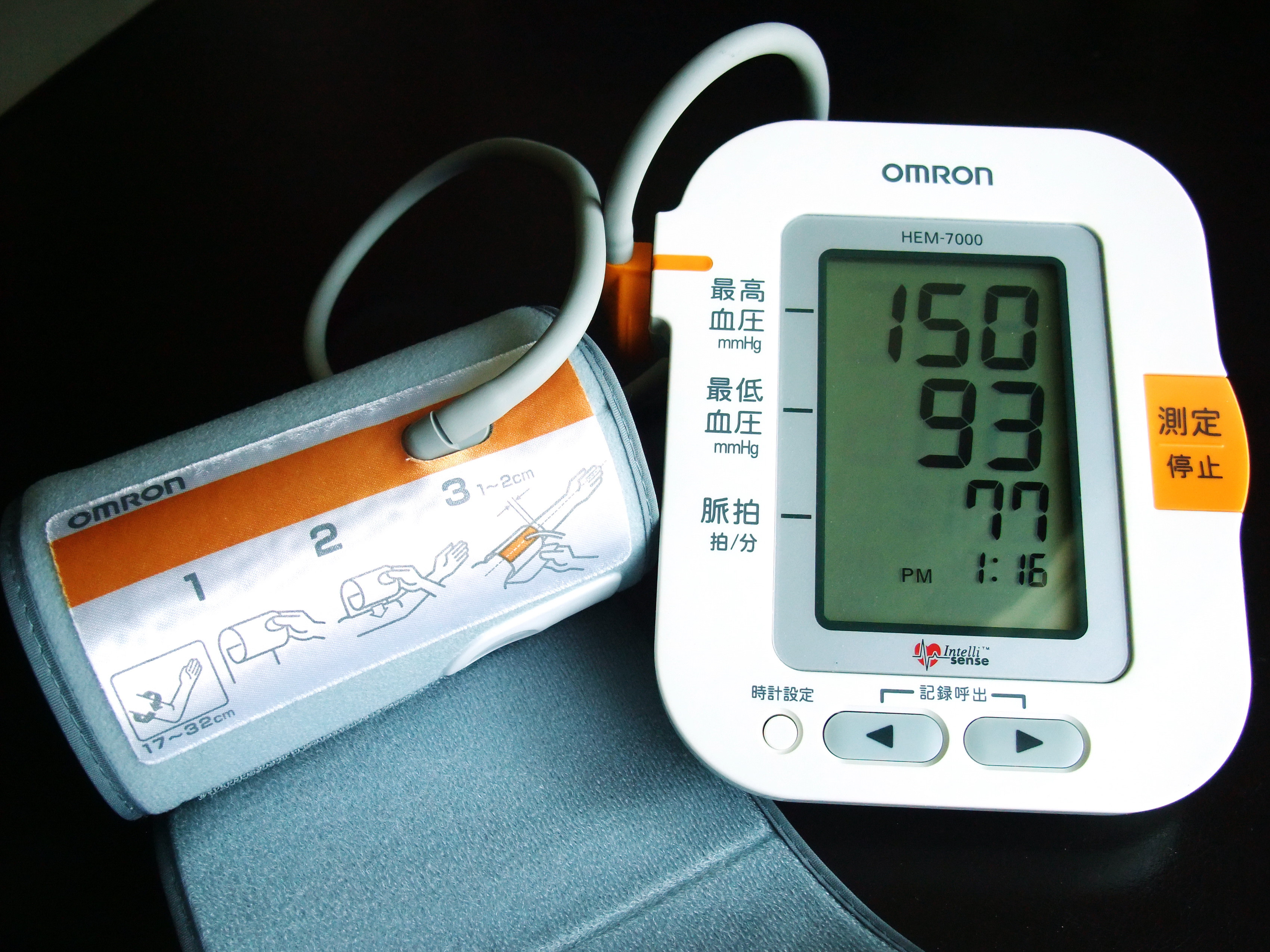
歐姆龍手臂式電子血壓計

欧姆龙（英語：Omron, 東證1部：6645）是日本的一家自動化控制及電子設備製造商，總部位於京都。歐姆龍掌握世界領先的傳感與控制技術，產品涉及工業自動化控制、電子元器件、汽車電子、社會系統、健康醫療設備等領域。較為大眾熟知的產品包括電子血壓計、計步器、磅和電動牙刷等健康產品。

## 历史
前身是1930年立石一真在京都創立的「彩光社」。歐姆龍公司是於1933年（昭和8年）5月10日正式創業，時稱「立石電機製作所」；1948年（昭和23年）5月19日法人化，成立「立石電機股份有限公司」；1990年為使公司名稱與其知名商標名稱一致，更名為「歐姆龍股份有限公司」。歐姆龍的全球網絡遍及日本、大中華區、亞太地區、美洲及歐洲。台灣歐姆龍股份有限公司則成立於1987年，主要是以工業自動化商品為主,其在台關係企業有:台灣歐姆龍健康事業股份有限公司、香港商歐姆龍電子部品有限公司台灣分公司，員工數各為100多人上下。
2019年4月16日日本電產斥資1000億日圓，收購歐姆龍旗下車用電子子公司歐姆龍汽車電子（OMRON Automotive Electronics，簡稱OAE）的全部股權。該公司從事馬達控制系統和汽車傳感器等業務
公司創始人立石一真，於1953年所制定，企業理念「企業需為社會貢獻」。

## 外部連絡
- 歐姆龍全球網站
- 歐姆龍大中華區
- 歐姆龍台灣 （页面存档备份，存于）